# لاونی میلی
لاونی میلی (انگلیسی: Launi Meili؛ زادهٔ ۴ ژوئن ۱۹۶۳) تیرانداز اهل ایالات متحده آمریکا بود.
وی در مسابقات کشوری و بین‌المللی در مجموع برندهٔ ۱ مدال طلا شده‌است.